# Bessac
Pour les articles homonymes, voir Bessac (homonymie).
Bessac est une commune du Sud-Ouest de la France, située dans le département de la Charente (région Nouvelle-Aquitaine).

## Géographie

### Localisation et accès
Bessac est une petite commune du canton de Blanzac, située à 6 km au sud-ouest de Blanzac et à 28 km au sud d'Angoulême.
Située à l'extrémité sud-ouest du canton, elle est aussi à 11 km de Barbezieux et de Brossac, et 12 km de Montmoreau-Saint-Cybard.
La commune est à l'écart des grandes routes. La route la plus importante, la D 24 de Barbezieux à Montmoreau limite la commune au sud et passe à 1 km du bourg. La D 46, au nord, va de Reignac à Saint-Aulais-la-Chapelle. La D 58 et la D 74 traversent la commune d'est en ouest et vont vers Barbezieux. La D 130, nord-sud, venant de Poullignac, limite la commune à l'ouest. La D  7, à l'est de la commune, va vers le nord à Blanzac et Angoulême.
La gare la plus proche est celle de Montmoreau, desservie par des TER à destination d'Angoulême et de Bordeaux.
La commune se situe à proximité du parc naturel régional Périgord Limousin.

### Hameaux et lieux-dits
Le bourg a la particularité de n'être qu'une mairie située à un petit carrefour où est aussi située l'église.

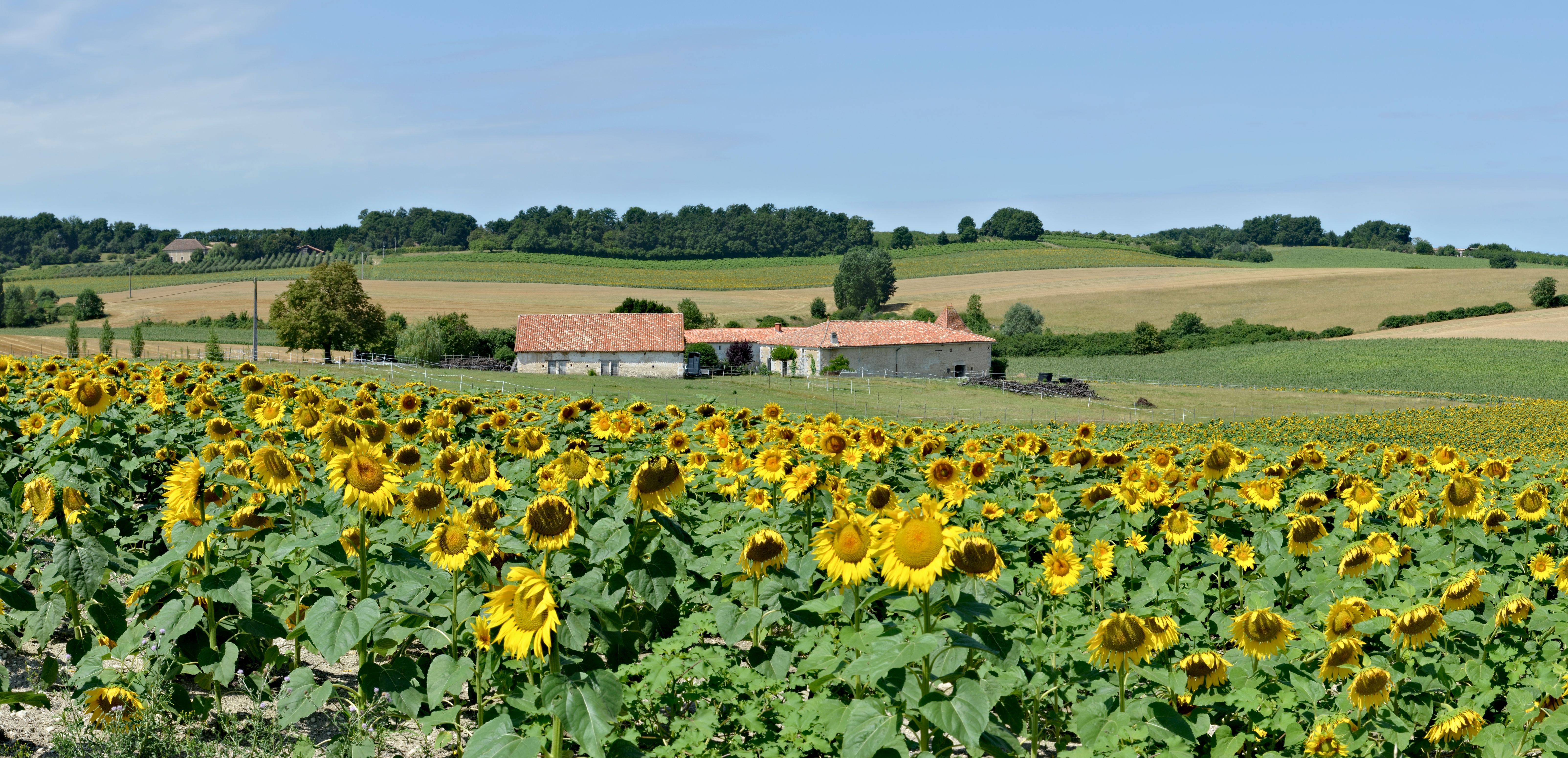
Paysage au lieu-dit le Menot.

La commune compte de nombreux hameaux : le Maine Blanc, les Trois Maines, les Voûtes, et de nombreuses fermes disséminées.

### Communes limitrophes
| Saint-Aulais-la-Chapelle |            | Coteaux-du-Blanzacais |
| Brie-sous-Barbezieux     | Bessac     |                       |
|                          | Poullignac | Deviat                |

### Géologie et relief
Géologiquement, la commune est dans le Campanien (Crétacé supérieur), calcaire crayeux et marneux, qui occupe une grande partie du Sud Charente. Les sommets et crêtes au sud et à l'ouest de la commune sont occupés par des dépôts du Tertiaire, consistant en sable kaolinique, argile blanche ou brune et galets. Ces terrains, plus pauvres, sont boisés,,.
Le territoire communal a un relief assez vallonné. La vallée de l'Arce traverse l'est et les hauteurs se regroupent à l'ouest et au sud. Le point culminant de la commune est à une altitude de 162 m, situé à l'extrémité sud-ouest (borne IGN, près de l'ancien moulin à vent du Canton du Treuil). Le point le plus bas est à 62 m, situé le long de l'Arce en limite nord. Le Bourg est à 96 m d'altitude.

### Hydrographie

#### Réseau hydrographique

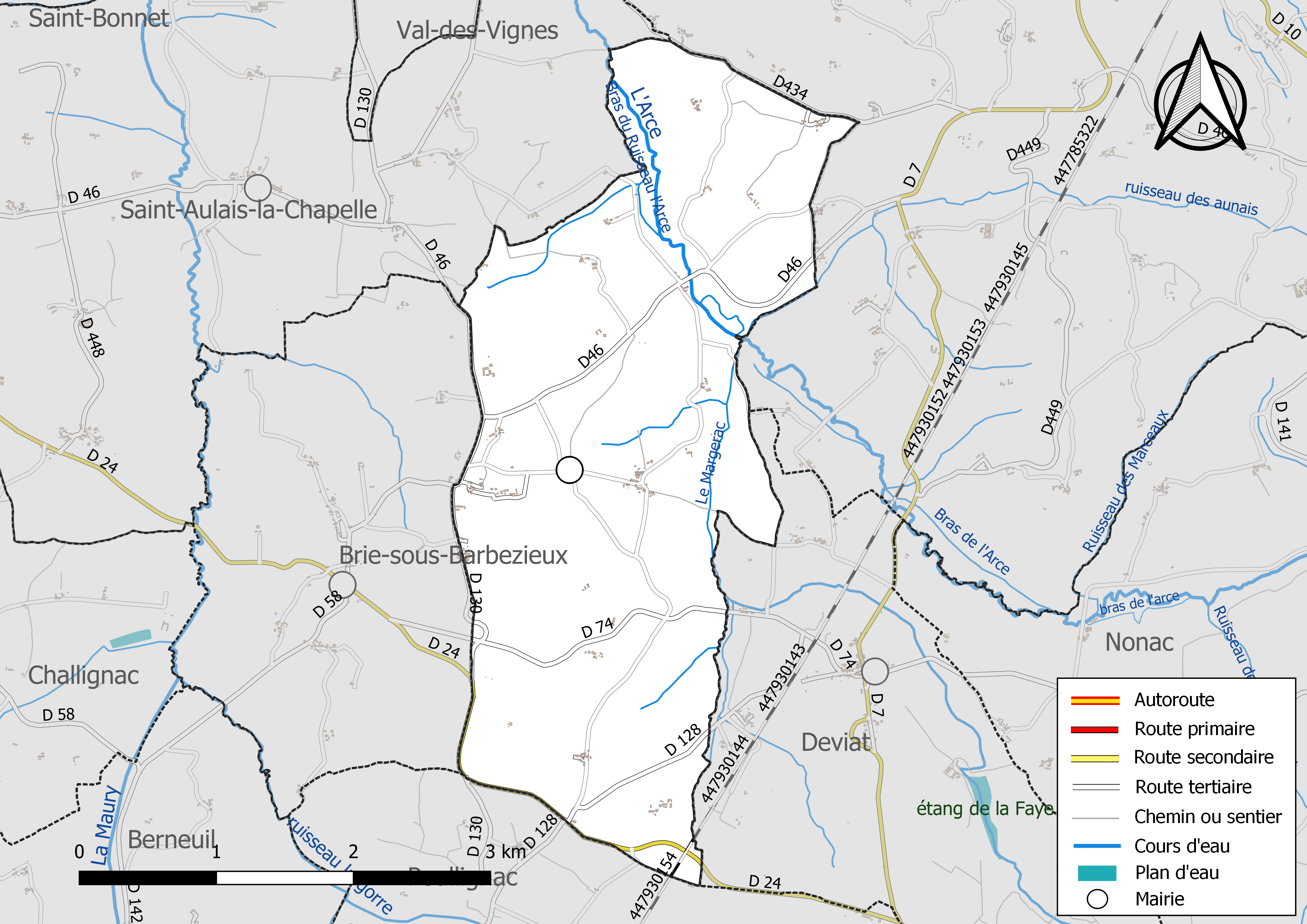
Réseaux hydrographique et routier de Bessac.

La commune est située dans le bassin versant de la Charente au sein  du Bassin Adour-Garonne. Elle est drainée par l'Arce, le Margerac, le ruisseau des Aunais et par divers petits cours d'eau, qui constituent un réseau hydrographique de 9 km de longueur totale,.
L'Arce traverse la commune sur sa bordure orientale et coule du sud-est au nord. D'une longueur totale de 4 km, il prend sa source dans la commune de Chadurie et se jette  dans le Né à Val des Vignes, après avoir traversé 9 communes.
Le Margerac, ruisseau naissant au sud de la commune et alimenté en partie par la fontaine de l'Ebaupin, limite la commune au sud-est et se jette dans l'Arce sur sa rive gauche, où se jette aussi sur sa rive droite le ruisseau des Aunais descendant de Cressac-Saint-Genis.

#### Gestion des cours d'eau
Le territoire communal est couvert par le schéma d'aménagement et de gestion des eaux (SAGE) « Charente ». Ce document de planification, dont le territoire correspond au bassin de la Charente, d'une superficie de 9 300 km2, a été approuvé le 19 novembre 2019. La structure porteuse de l'élaboration et de la mise en œuvre est l'établissement public territorial de bassin Charente. Il définit sur son territoire les objectifs généraux d’utilisation, de mise en valeur et de protection quantitative et qualitative des ressources en eau superficielle et souterraine, en respect des objectifs de qualité définis dans le troisième SDAGE  du Bassin Adour-Garonne qui couvre la période 2022-2027, approuvé le 10 mars 2022.

### Climat
Comme dans les trois quarts sud et ouest du département, le climat est océanique aquitain.

## Urbanisme

### Typologie
Au 1er janvier 2024, Bessac est catégorisée commune rurale à habitat très dispersé, selon la nouvelle grille communale de densité à 7 niveaux définie par l'Insee en 2022.
Elle est située hors unité urbaine et hors attraction des villes,.

### Occupation des sols
L'occupation des sols de la commune, telle qu'elle ressort de la base de données européenne d’occupation biophysique des sols Corine Land Cover (CLC), est marquée par l'importance des territoires agricoles (85,8 % en 2018), une proportion identique à celle de 1990 (85,8 %). La répartition détaillée en 2018 est la suivante : 
terres arables (57,5 %), zones agricoles hétérogènes (16,4 %), forêts (14,2 %), cultures permanentes (6,4 %), prairies (5,5 %). L'évolution de l’occupation des sols de la commune et de ses infrastructures peut être observée sur les différentes représentations cartographiques du territoire : la carte de Cassini (XVIIIe siècle), la carte d'état-major (1820-1866) et les cartes ou photos aériennes de l'IGN pour la période actuelle (1950 à aujourd'hui).

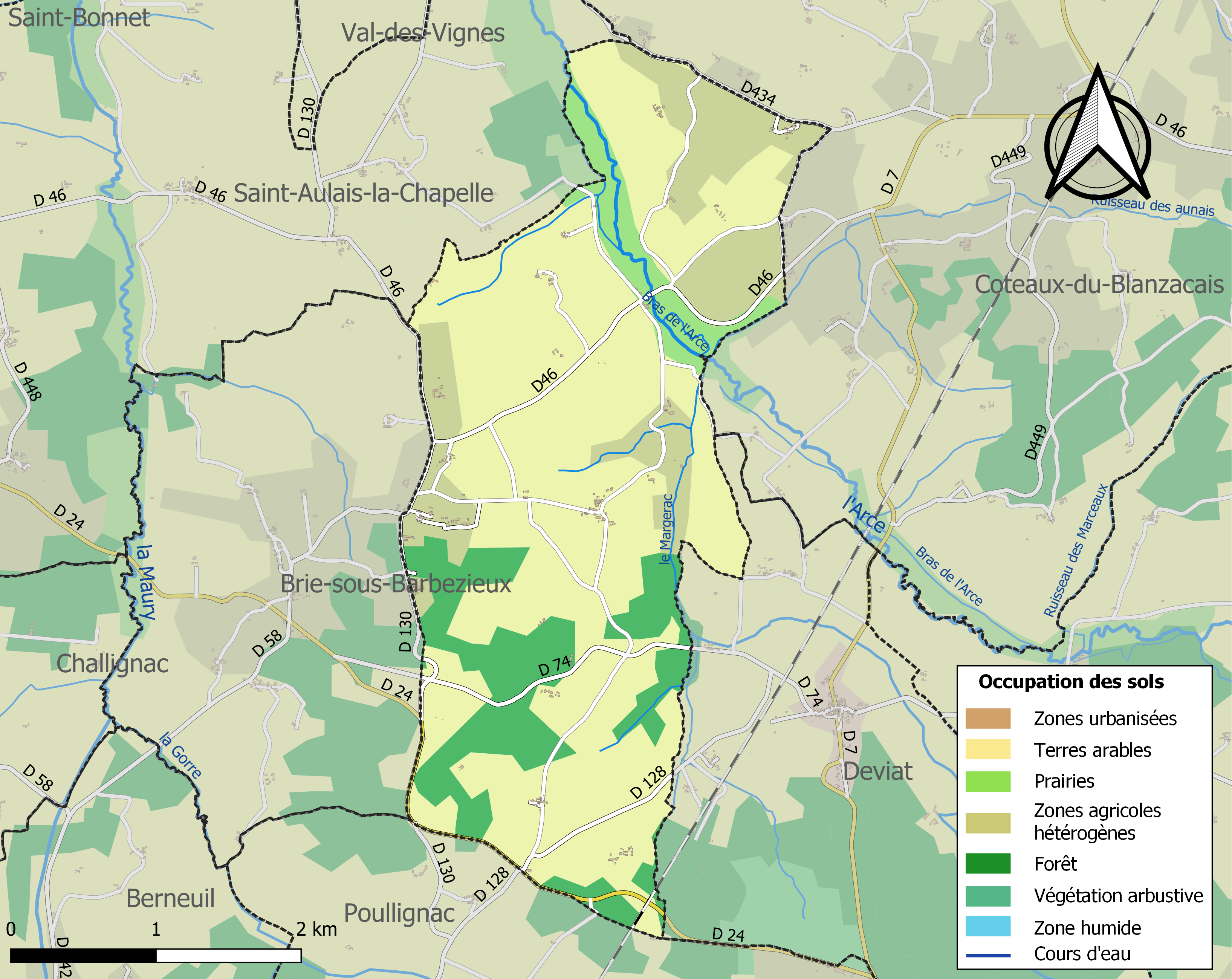
Carte des infrastructures et de l'occupation des sols de la commune en 2018 (CLC).

### Risques majeurs
Le territoire de la commune de Bessac est vulnérable à différents aléas naturels : météorologiques (tempête, orage, neige, grand froid, canicule ou sécheresse), feux de forêts et séisme (sismicité faible). Un site publié par le BRGM permet d'évaluer simplement et rapidement les risques d'un bien localisé soit par son adresse soit par le numéro de sa parcelle.
Bessac est exposée au risque de feu de forêt du fait de la présence sur son territoire du bois de l'Homme mort et château de la Faye. Un plan départemental de protection des forêts contre les incendies (PDPFCI) a été élaboré pour la période 2017-2026, faisant suite à un plan 2007-2016. Les mesures individuelles de prévention contre les incendies sont précisées par divers arrêtés préfectoraux et s’appliquent dans les zones exposées aux incendies de forêt et à moins de 200 mètres de celles-ci. L’arrêté du 3 mai 2016 règlemente l'emploi du feu en interdisant notamment d’apporter du feu, de fumer et de jeter des mégots de cigarette dans les espaces sensibles et sur les voies qui les traversent sous peine de sanctions. L'arrêté du 27 décembre 2019 rend le débroussaillement obligatoire, incombant au propriétaire ou ayant droit,,,.

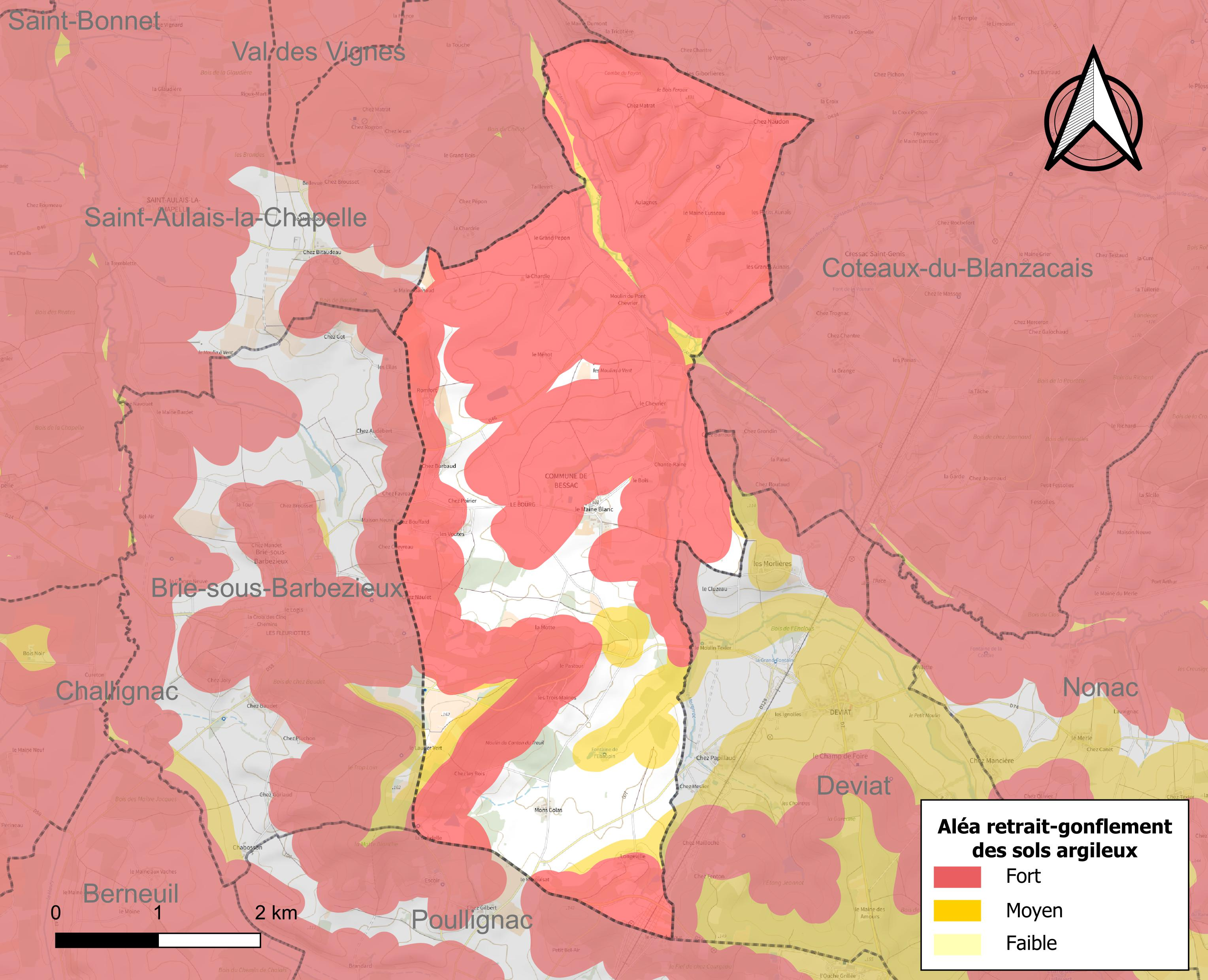
Carte des zones d'aléa retrait-gonflement des sols argileux de Bessac.

Le retrait-gonflement des sols argileux est susceptible d'engendrer des dommages importants aux bâtiments en cas d’alternance de périodes de sécheresse et de pluie. 80,1 % de la superficie communale est en aléa moyen ou fort (67,4 % au niveau départemental et 48,5 % au niveau national). Sur les 93 bâtiments dénombrés sur la commune en 2019,  70 sont en aléa moyen ou fort, soit 75 %, à comparer aux 81 % au niveau départemental et 54 % au niveau national. Une cartographie de l'exposition du territoire national au retrait gonflement des sols argileux est disponible sur le site du BRGM,.
Par ailleurs, afin de mieux appréhender le risque d’affaissement de terrain, l'inventaire national des cavités souterraines permet de localiser celles situées sur la commune.
La commune a été reconnue en état de catastrophe naturelle au titre des dommages causés par les inondations et coulées de boue survenues en 1982, 1983, 1999 et 2009. Concernant les mouvements de terrains, la commune a été reconnue en état de catastrophe naturelle au titre des dommages causés par des mouvements de terrain en 1999.

## Toponymie
Les formes anciennes sont Becciaco en 1400, Bessiaco (non daté).
Comme Bessé au nord du département, l'origine du nom de Bessac remonterait à un personnage gallo-romain Bessius (ou Bettius, ou Beccius) auquel est apposé le suffixe -acum, ce qui correspondrait au « domaine de Bessius ».

## Administration

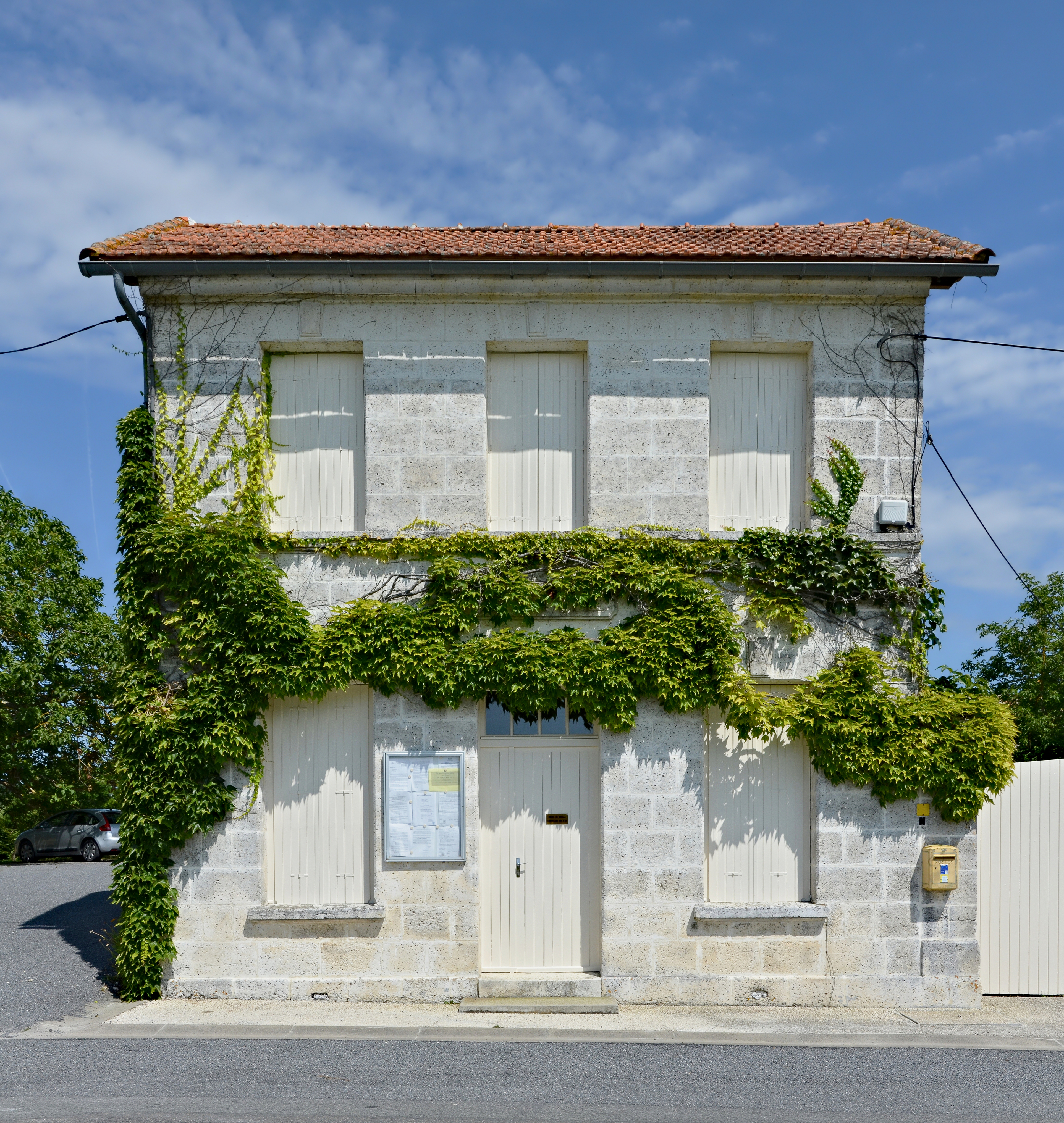
Mairie de Bessac.

| Période                                  | Période  | Identité              | Étiquette | Qualité       |
| ---------------------------------------- | -------- | --------------------- | --------- | ------------- |
| avant 1988                               | ?        | Alain Boisliveau      |           |               |
| depuis 1992                              | En cours | Jean-Claude Chevalier | SE        | Arboriculteur |
| Les données manquantes sont à compléter. |          |                       |           |               |

## Démographie

### Évolution démographique
L'évolution du nombre d'habitants est connue à travers les recensements de la population effectués dans la commune depuis 1793. Pour les communes de moins de 10 000 habitants, une enquête de recensement portant sur toute la population est réalisée tous les cinq ans, les populations de référence des années intermédiaires étant quant à elles estimées par interpolation ou extrapolation. Pour la commune, le premier recensement exhaustif entrant dans le cadre du nouveau dispositif a été réalisé en 2007.

En 2022, la commune comptait 119 habitants, en évolution de +8,18 % par rapport à 2016 (Charente : −0,48 %, France hors Mayotte : +2,11 %).
| 1793 | 1800 | 1806 | 1821 | 1831 | 1841 | 1846 | 1851 | 1856 |
| ---- | ---- | ---- | ---- | ---- | ---- | ---- | ---- | ---- |
| 529  | 523  | 466  | 534  | 441  | 509  | 500  | 523  | 502  |

| 1861 | 1866 | 1872 | 1876 | 1881 | 1886 | 1891 | 1896 | 1901 |
| ---- | ---- | ---- | ---- | ---- | ---- | ---- | ---- | ---- |
| 456  | 391  | 404  | 378  | 362  | 379  | 310  | 313  | 307  |

| 1906 | 1911 | 1921 | 1926 | 1931 | 1936 | 1946 | 1954 | 1962 |
| ---- | ---- | ---- | ---- | ---- | ---- | ---- | ---- | ---- |
| 310  | 316  | 261  | 264  | 260  | 250  | 256  | 236  | 213  |

| 1968 | 1975 | 1982 | 1990 | 1999 | 2006 | 2007 | 2012 | 2017 |
| ---- | ---- | ---- | ---- | ---- | ---- | ---- | ---- | ---- |
| 189  | 152  | 147  | 139  | 131  | 128  | 127  | 123  | 107  |

| 2022 | - | - | - | - | - | - | - | - |
| ---- | - | - | - | - | - | - | - | - |
| 119  | - | - | - | - | - | - | - | - |

### Pyramide des âges
La population de la commune est relativement âgée.
En 2018, le taux de personnes d'un âge inférieur à 30 ans s'élève à 14,9 %, soit en dessous de la moyenne départementale (30,2 %). À l'inverse, le taux de personnes d'âge supérieur à 60 ans est de 52,4 % la même année, alors qu'il est de 32,3 % au niveau départemental.
En 2018, la commune comptait 55 hommes pour 54 femmes, soit un taux de 50,46 % d'hommes, largement supérieur au taux départemental (48,41 %).
Les pyramides des âges de la commune et du département s'établissent comme suit.
| Hommes | Classe d’âge | Femmes |
| ------ | ------------ | ------ |
| 0,0    | 90 ou +      | 1,9    |
| 20,4   | 75-89 ans    | 24,5   |
| 25,9   | 60-74 ans    | 32,1   |
| 14,8   | 45-59 ans    | 20,8   |
| 22,2   | 30-44 ans    | 7,5    |
| 7,4    | 15-29 ans    | 5,7    |
| 9,3    | 0-14 ans     | 7,5    |

| Hommes | Classe d’âge | Femmes |
| ------ | ------------ | ------ |
| 1      | 90 ou +      | 2,7    |
| 9,2    | 75-89 ans    | 12     |
| 20,6   | 60-74 ans    | 21,3   |
| 20,7   | 45-59 ans    | 20,3   |
| 16,8   | 30-44 ans    | 16     |
| 15,6   | 15-29 ans    | 13,4   |
| 16,1   | 0-14 ans     | 14,3   |

## Économie

### Agriculture

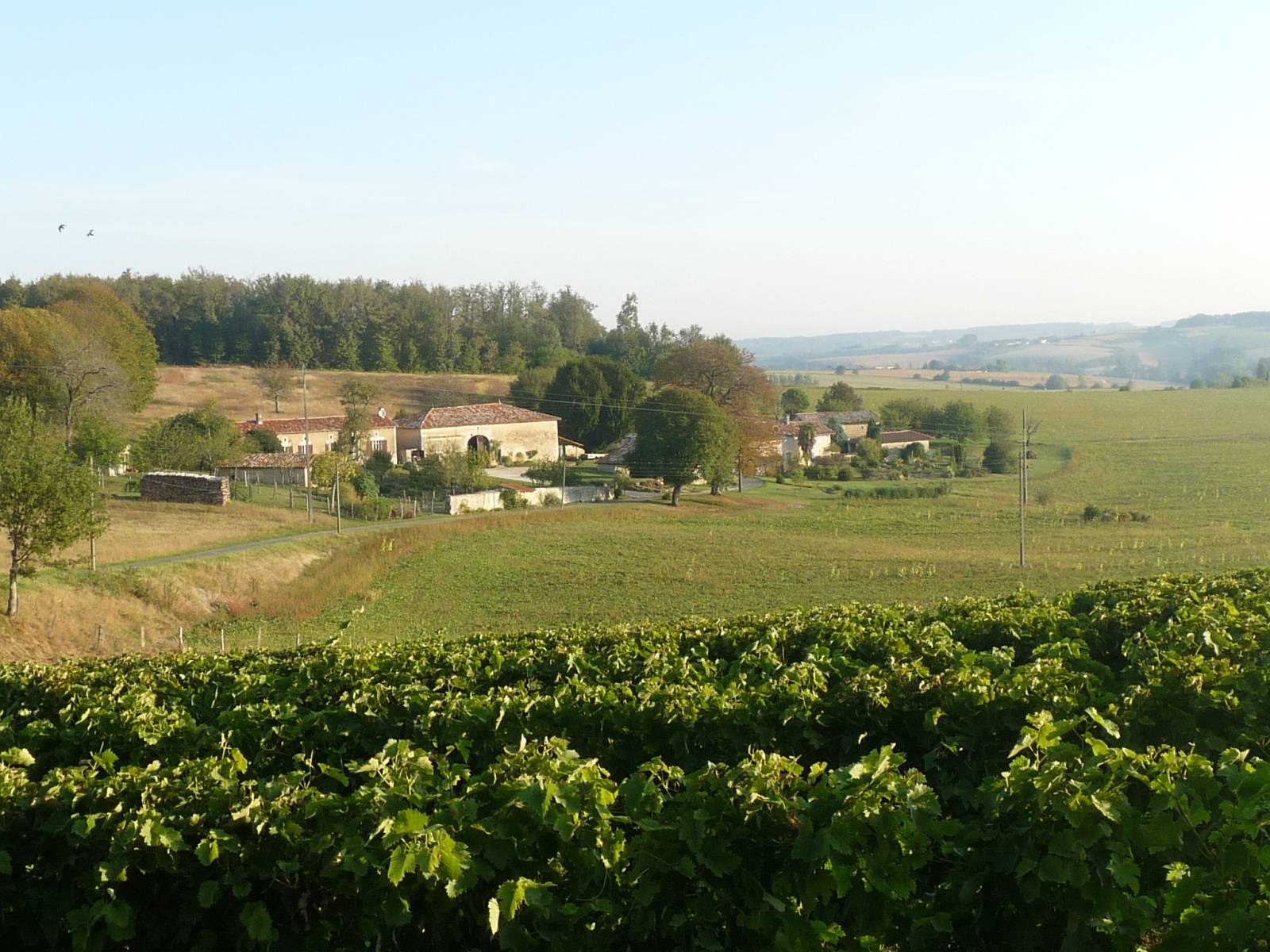
Vignoble près du bourg.

L'activité agricole sur la commune concerne la polyculture, la viticulture et la production animale.

#### Appellations d'origine contrôlée
La commune de Bessac est située sur le territoire des appellations d'origine contrôlée (AOC) pour le beurre Charentes-Poitou, le pineau des Charentes blanc, rosé et rouge, les eaux-de-vie cognac Fins Bois, et l'Esprit de Cognac,.

#### Indications géographiques protégées
Bessac se trouve aussi dans le périmètre des indications géographiques protégées (IGP) pour le veau du Limousin, l'agneau de Poitou-Charentes, le porc du Limousin, le jambon de Bayonne, ainsi que les vins de pays charentais blanc, rosé et rouge.

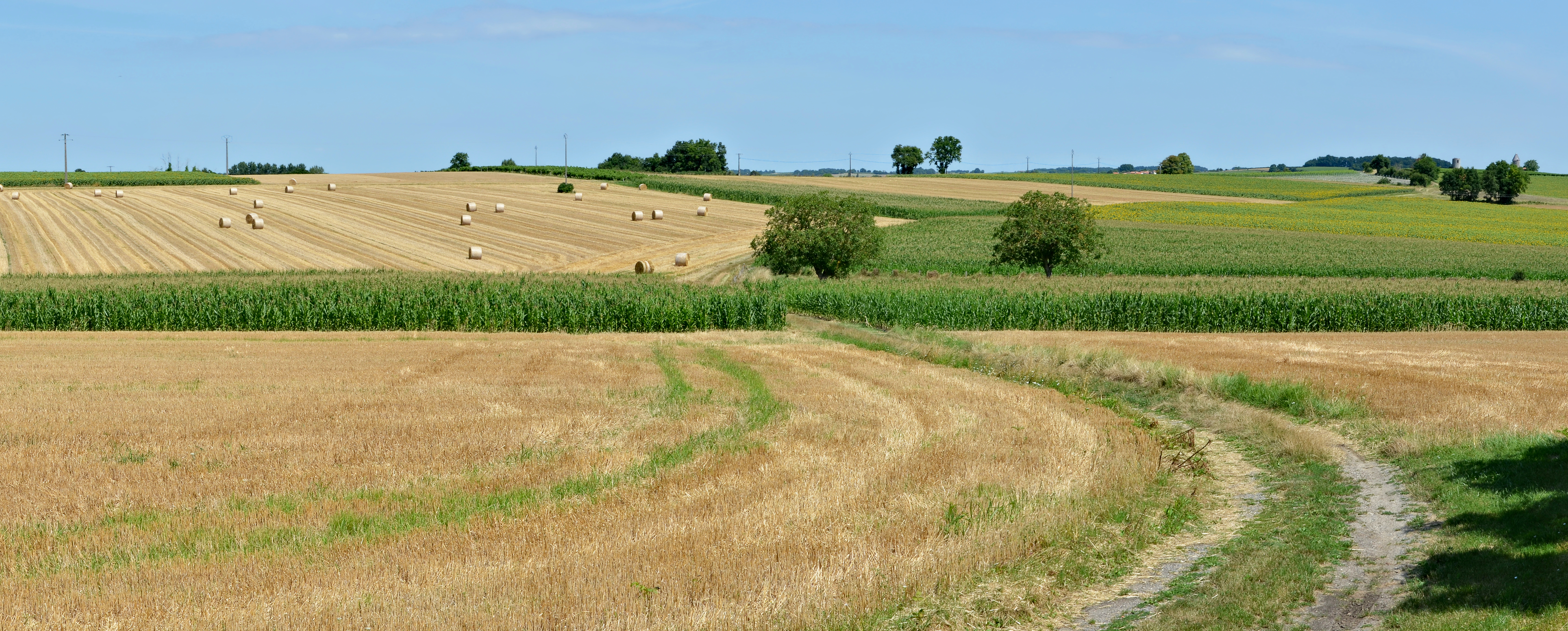
Polyculture (maïs, blé et tournesol) en été.

### Commerces et artisans
Les secteurs d'activité représentés sur la commune concernent aussi l'immobilier et la fabrication de meubles.

## Lieux et monuments
- L'église paroissiale fortifiée Saint-Jean-Baptiste date initialement du XIe siècle. L'origine de la cure est inconnue. L'édifice a été plusieurs fois remanié au cours de son histoire. Le clocher effondré en 1765 fut reconstruit avec des dimensions plus petites. La voûte du chœur en croisée d'ogives a été refaite en briques en 1891. La façade, simple et coiffée d'un fronton triangulaire, est entourée de restes d'échauguettes[34].
- Le moulin à vent de la Paille date de 1791 et il est l'un des mieux conservés de la Charente. Il était utilisé comme moulin à farine. Propriété privée, il est inscrit monument historique depuis le 12 décembre 2002[35]. Le maître de l’œuvre est Pierre Glemet.

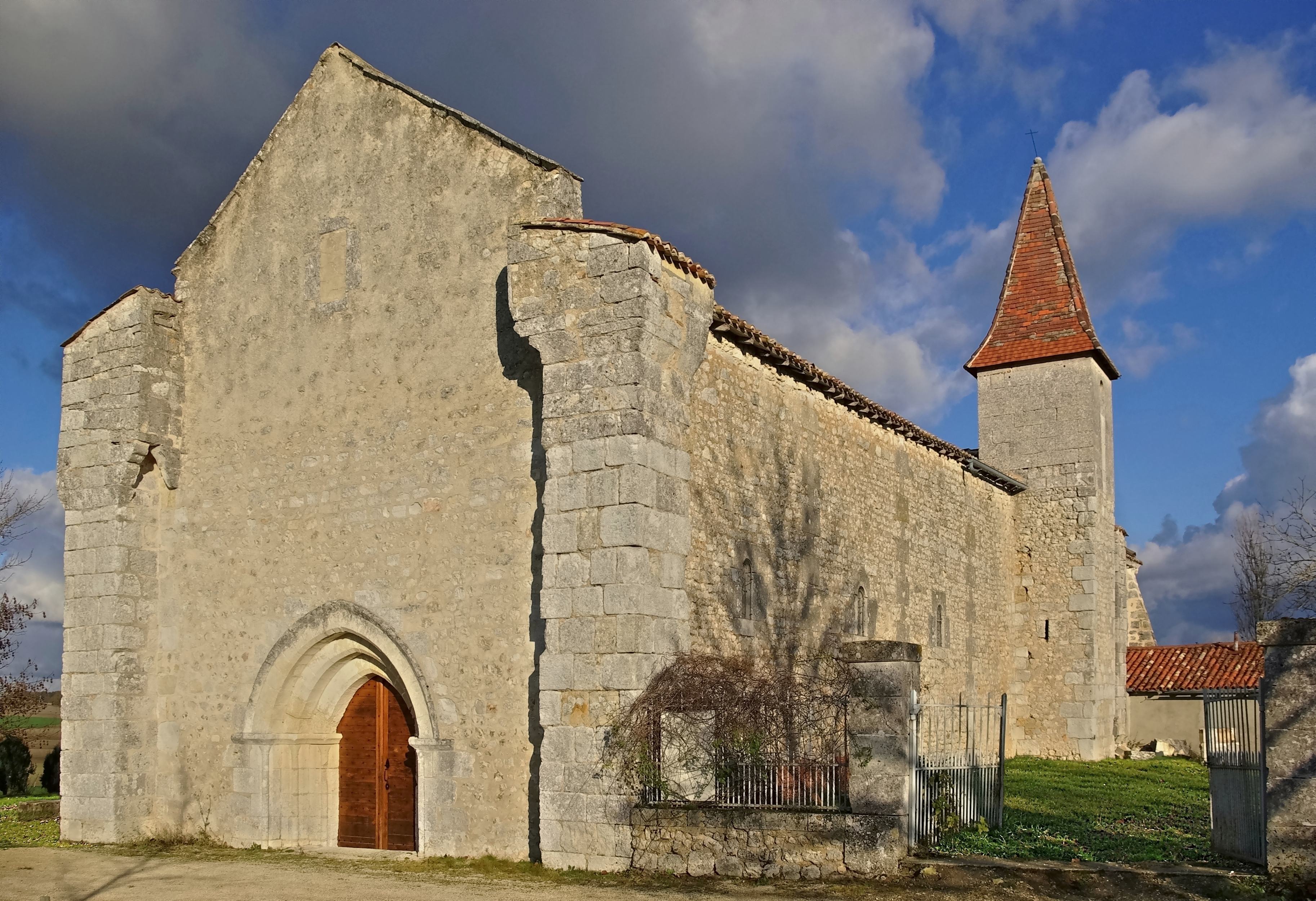
L'église Saint-Jean-Baptiste.
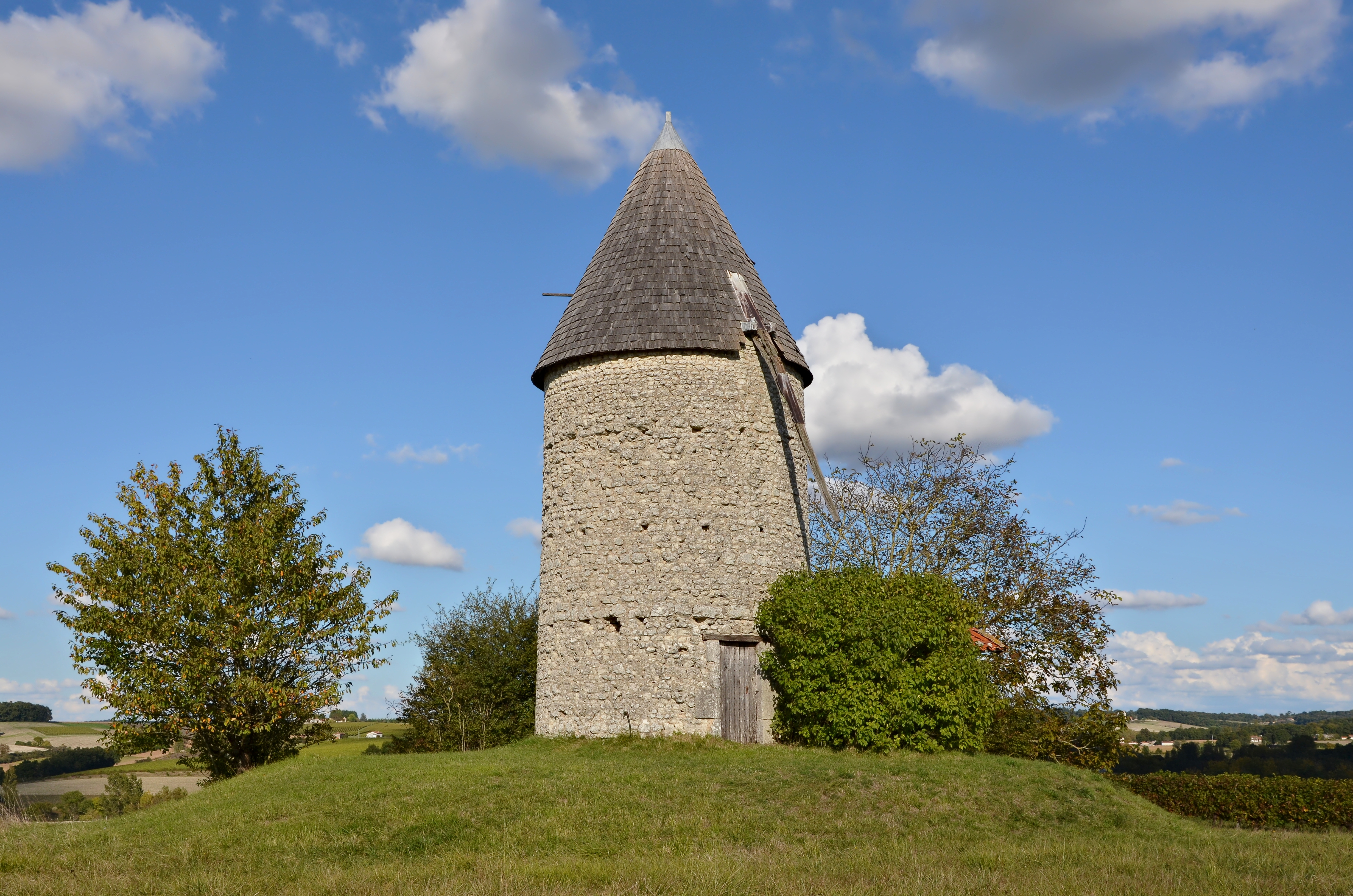
Le moulin de la Paille.

## Catastrophes naturelles et risques de la commune
Le risque sismique sur la commune de Bessac est faible.
Les risques naturels répertoriés sont les feux de forêt.
Les catastrophes naturelles passées à Bessac sont les inondations et coulées de boue en décembre 1982, décembre 1999 et mai 2009.